# 기타쿠메역
기타쿠메역(일본어: 北久米駅)은 일본 에히메현 마쓰야마시에 위치한 이요 철도 요코가와라 선의 철도역이다. 역 번호는 IY 14이며, 섬식 승강장 1면 2선의 구조를 갖춘 지상역이다.

## 타는 곳
| 1 | ■ 요코가와라 선 | 상행 | 마쓰야마시 방면                     |
| 2 | ■ 요코가와라 선 | 하행 | 구메 · 우메노모토 · 요코가와라 방면 |

## 역 주변
- 마쓰야마 시립 기타쿠메 소학교

## 역사
- 1967년 1월 1일 : 개업.

## 인접 역
| 이요 철도 요코가와라 선        | 이요 철도 요코가와라 선 | 이요 철도 요코가와라 선    |
| ------------------------------ | ----------------------- | -------------------------- |
| IY 13 후쿠온지 마쓰야마시 방면 | ■ 요코가와라 선         | 구메 IY 15 요코가와라 방면 |